# Estellencs

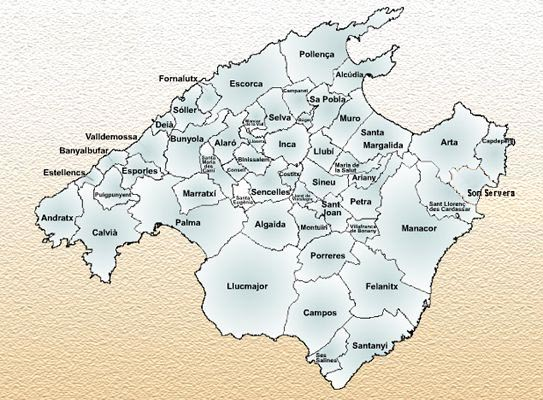
Harta insulei Mallorca: Estellencs se află în vest, învecinându-se cu Andratx, Calvià, Puigpunyent și Banyalbufar.

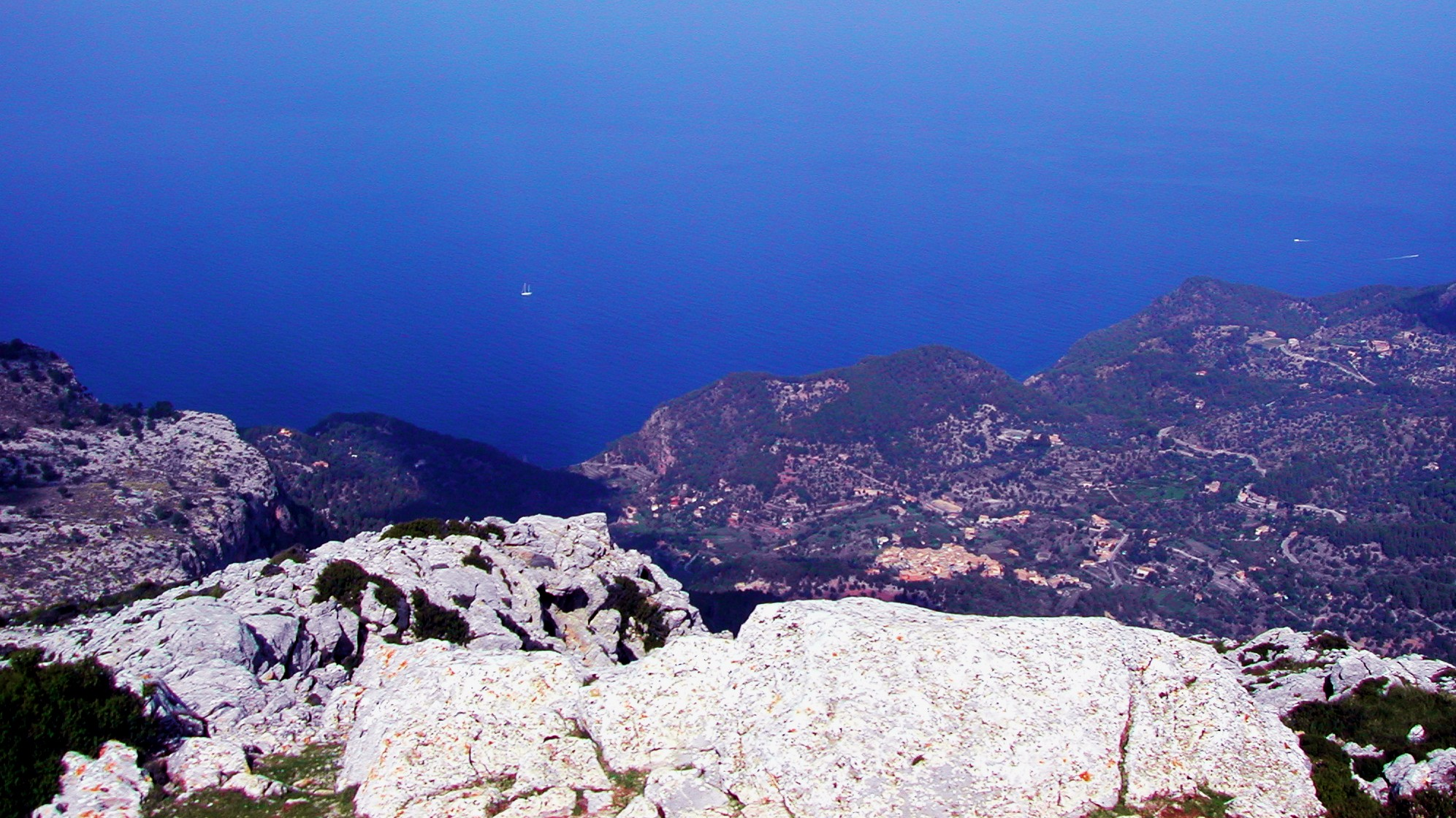
Vederea asupra mării de pe muntele Galatzó

Estellencs este o municipalitate în estul insulei Mallorca, una din insulele Baleare, în Spania.
Localitatea este așezată între lanțul muntos Tramuntana, pe versantul muntelui Galatzó (1.025 m), și Marea Mediterană.